# Roupala montana

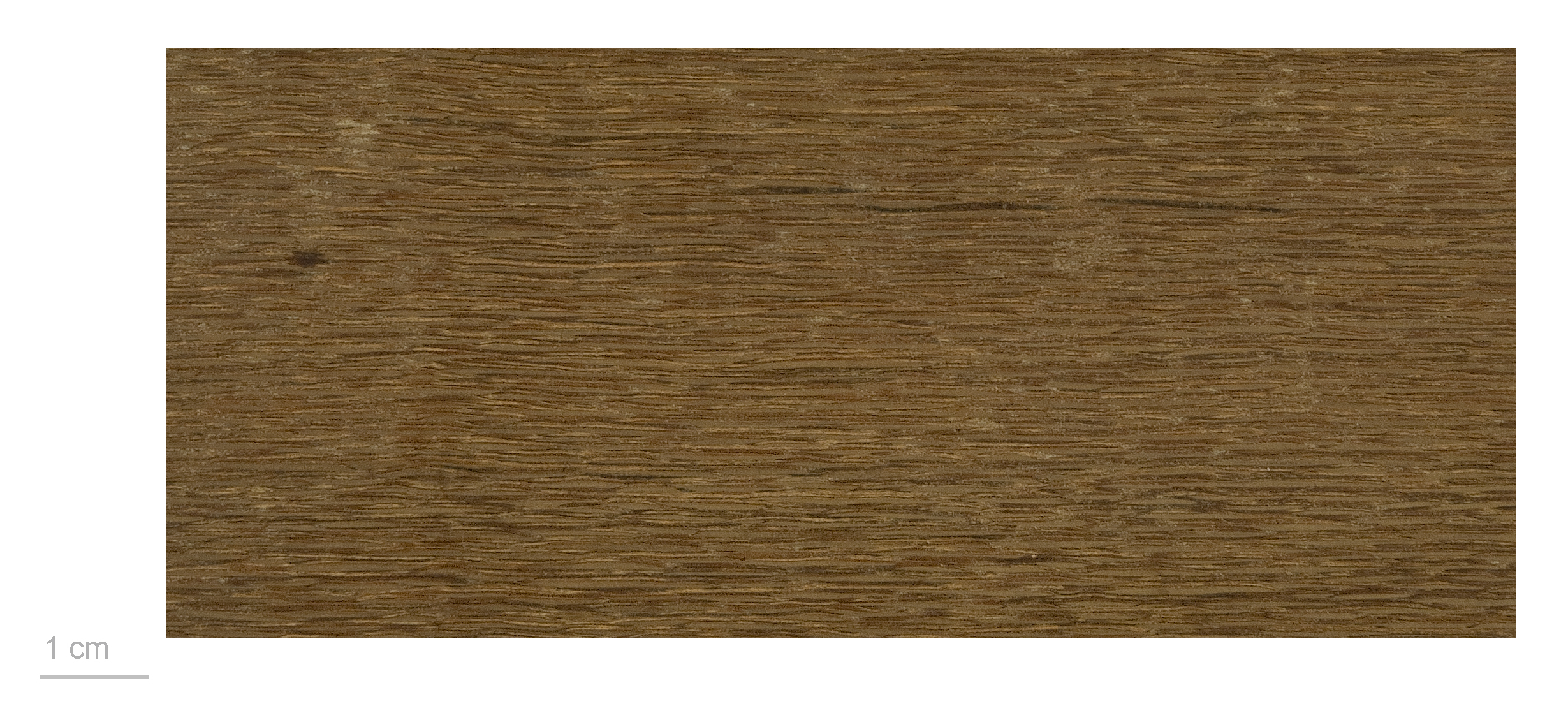
Roupala montana

Roupala montana es una especie de planta con flor en la familia de las Proteaceae. En Venezuela recibe el nombre común de aguatapana.

## Descripción
Son arbustos o árboles que alcanzan un tamaño de hasta 10 m de alto, las ramitas jóvenes ferrugíneo-estrigosas. Las hojas dimorfas, las juveniles pinnaticompuestas, con folíolos elíptico-lanceolados a ovado-lanceolados, de 3–15 cm de largo, ápice agudo a acuminado, base asimétrica, margen gruesamente serrado, hojas maduras simples, mayormente ovadas, de 6–12 cm de largo y 4–10 cm de ancho, el ápice acuminado a obtuso, margen irregularmente dentado. La inflorescencia axilar, racemosa, de hasta 18 cm de largo, ferrugíneo-estrigosa, flores apareadas, sésiles o en pedúnculos cortos; perianto actinomorfo, tépalos de 7–8.5 mm de largo, reflexos; ovario estrigoso con estilo glabro y erecto. Fruto un folículo de 3 cm de largo, aplanado, 2-valvado, estilo caduco; semillas 2, aladas.

## Distribución y hábitat
Es una especie poco común, se encuentra mayormente en bosques nublados, en todas las zonas del país; a una altitud de 10–1500 m; desde México a Sudamérica.

## Usos
Roupala montana es una de varias especies, incluyendo Richeria grandis y Parinari campestris que conoce con el nombre común bois bandé. Estas especies tienen fama de tener propiedades afrodisíacas.

## Taxonomía
Roupala montana fue descrita por Jean Baptiste Christophore Fusée Aublet y publicado en Histoire des Plantes de la Guiane Françoise 1: 83–84, t. 32. 1775.
Sinonimia
| - Embothrium chaparro Humb. - Embothrium curvatum Willd. ex Roem. & Schult. - Rhopala boissieriana Meisn. in DC. - Rhopala complicata Kunth - Rhopala dentata R. Br. - Rhopala gardneri Meisn. in Mart. - Rhopala macropoda Kl. & Karst. - Rhopala martii Meisn. - Rhopala martii var. simplicifolia Meisn. - Rhopala media R. Br. - Rhopala ovalis Pohl - Rhopala veraguensis Kl. ex Meisn. in DC. - Roupala arvensis Barb. Rodr. - Roupala boissieriana Meisn. - Roupala borealis Hemsl. - Roupala complicata Kunth - Roupala darienensis Pittier - Roupala dentata R.Br. | - Roupala discolor Rusby - Roupala dissimilis Pittier - Roupala frondosa Rich. ex Meisn. in DC. - Roupala gardneri Meisn. - Roupala gardneri var. integrifolia Meisn. - Roupala macropoda Klotzsch - Roupala martii Meisn. - Roupala martii var. pinnata Meisn. - Roupala martii var. simplicifolia Meisn. - Roupala media R. Br. - Roupala mucronulata Mez - Roupala ovalis Pohl - Roupala panamensis Pittier - Roupala pyrifolia Salisb. & Knight - Roupala raimondii J.F. Macbr. - Roupala repanda Lundell - Roupala steyermarkii Sleumer |